# هويرلبول
شركة هويرلبول هي شركة أمريكية متعددة الجنسيات لتصنيع وتسويق الأجهزة المنزلية ، ويقع مقرها الرئيسي في بينتون تشارتر تاونشيب ، ميشيغان ، الولايات المتحدة. تبلغ إيرادات شركة فورتشين 500 السنوية حوالي 21 مليار دولار أمريكي ، و 92000 موظف ، وأكثر من 70 مركزًا للتصنيع والبحث التكنولوجي حول العالم.
تقوم الشركة بتسويق هوايربول و ماي تاج و كيسان أيد و جنأير و أمانة و جلادياتور جراج ووركس و إنجلز و إستات و براستمب و باوشنشت و إجنلز و إندستس و كونسول . يذكر موقع الويب الخاص بهم أيضًا علامات Diqua و Affresh و Acros و Yummly.
في الولايات المتحدة ، تمتلك شركة ويرلبول تسعة مرافق تصنيع: أمانة ، أيوا ؛ تولسا ، أوكلاهوما ؛ كليفلاند ، تينيسي ؛ كلايد ، أوهايو ؛ فيندلاي ، أوهايو ؛ جرينفيل ، أوهايو ؛ ماريون ، أوهايو ؛ أوتاوا ، أوهايو ؛ و فول ريفر ، ماساتشوستس.